# Zinst
Zinst ist ein Dorf und eine Gemarkung im oberpfälzischen Landkreis Tirschenreuth.

## Geografie
Zinst liegt am nordwestlichen Fuß des Armesberges im Südwesten des Fichtelgebirges. Das Dorf ist ein Gemeindeteil der Gemeinde Kulmain und liegt zwei Kilometer östlich von deren Gemeindesitz am Engbach.

## Geschichte
Das bayerische Urkataster zeigte Zinst in den 1810er Jahren als ein Haufendorf, das sich hufeisenförmig um einen (heute nicht mehr existierenden) Dorfteich gruppierte. Mit dem bayerischen Gemeindeedikt von 1818 wurde die Ruralgemeinde Zinst gebildet. Neben dem namensgebenden Hauptort gehörten dazu das Dorf Altensteinreuth, der Weiler Unterwappenöst und die Einöde Rothenhof. 1961 hatte die Gemeinde eine Fläche von 550,15 Hektar. Die größte Einwohnerzahl der Gemeinde lag im Jahr 1946 bei 303. Die Gemeinde Zinst wurde am 1. Januar 1972 im Zuge der Gebietsreform in Bayern aufgelöst und in die Gemeinde Kulmain eingegliedert.
| Jahr                   | 001824 | 001840 | 001900 | 001925 | 001950 | 001961 | 001970 | 001987 |
| Einwohnerzahl Dorf     | 124    |        | 123    | 124    | 140    | 129    | 122    | 122    |
| Einwohnerzahl Gemeinde |        | 210    | 247    | 230    | 261    | 243    | 247    |        |